# Radiatispora yunnanensis
Radiatispora yunnanensis är en svampart som beskrevs av Matsush. 1995. Radiatispora yunnanensis ingår i släktet Radiatispora, divisionen sporsäcksvampar och riket svampar.   Inga underarter finns listade i Catalogue of Life.